# たろう観光ホテル
たろう観光ホテル（たろうかんこうホテル）は、岩手県宮古市田老にある建築物。かつてホテルとして営業していたが、2011年（平成23年）3月11日に発生した東日本大震災による津波で被災・損壊した後、津波の脅威を伝えるための震災遺構として整備された。

## 解説
建物は1986年に建てられた6階建て。1階から3階までが津波被害に遭い、1階と2階はフロア全体が抜け落ち鉄骨がむき出しとなった。4階以上はほぼ当初の状態で残っている。
震災後、被災した建造物が解体される動きが進む中、宮古市では震災の記憶を風化させず後世に伝えていくため、たろう観光ホテルを震災遺構として保存する方針を決め、国に保存費用の支援を求めた。復興庁では、震災遺構としての保存について地元住民の理解がある物件に対して、保存費用を国費から支給する方針を打ち出しており、2013年10月19日に現地を視察した復興庁政務官の小泉進次郎は、復興交付金での保存を検討する意向を示した。同年11月29日、復興庁はたろう観光ホテルが国費による支援の要件を満たすとして、ホテルの保存に必要な工事費2億1000万円を負担すると発表した。震災遺構の保存に国費が投入されるのは、本件が初のケースとなった。
2014年3月、宮古市はホテル側から土地を買い取り、建物の無償譲渡を受けた。丹青社による整備施工を経て、2016年4月1日より震災遺構として一般公開が開始された。宮古観光文化交流協会が実施する有料ガイドツアー「学ぶ防災」に参加することで内部の見学が可能である。同ガイドツアーでは、津波が来襲した際にホテルから撮影された映像も視聴できる。
震災遺構として建物の一部が破損したままの状態で残すにあたっては、岩手県建築審査会による審査を受け、建築基準法上の認可を得ている。これは、見学者が立ち入るエリアは浸水していない上層階部分とし、津波で壁面が流され鉄骨だけになった下層階部分を基礎とみなすことで可能となったものである。当初は見学者が建物内に入る経路は非常階段のみであったが、2020年に見学者用のエレベーターが1億円をかけて設置され、階段を登れない高齢者なども建物内に入って見学することができるようになった。
なお、保存にかかる費用は国費で賄われたものの、年間約1000万円の維持管理費用は宮古市の負担となっている。宮古市では、ふるさと納税や個人・企業からの寄付金により、2020年度末時点で約4948万円を積み立てているものの、2025年度にはコンクリートの補修や防錆工事などで約4300万円が必要となる見込みである。
ホテルの事業者はその後、付近の高台に移転新築し、「渚亭 たろう庵」と名称を改めて2015年4月に営業を再開した。

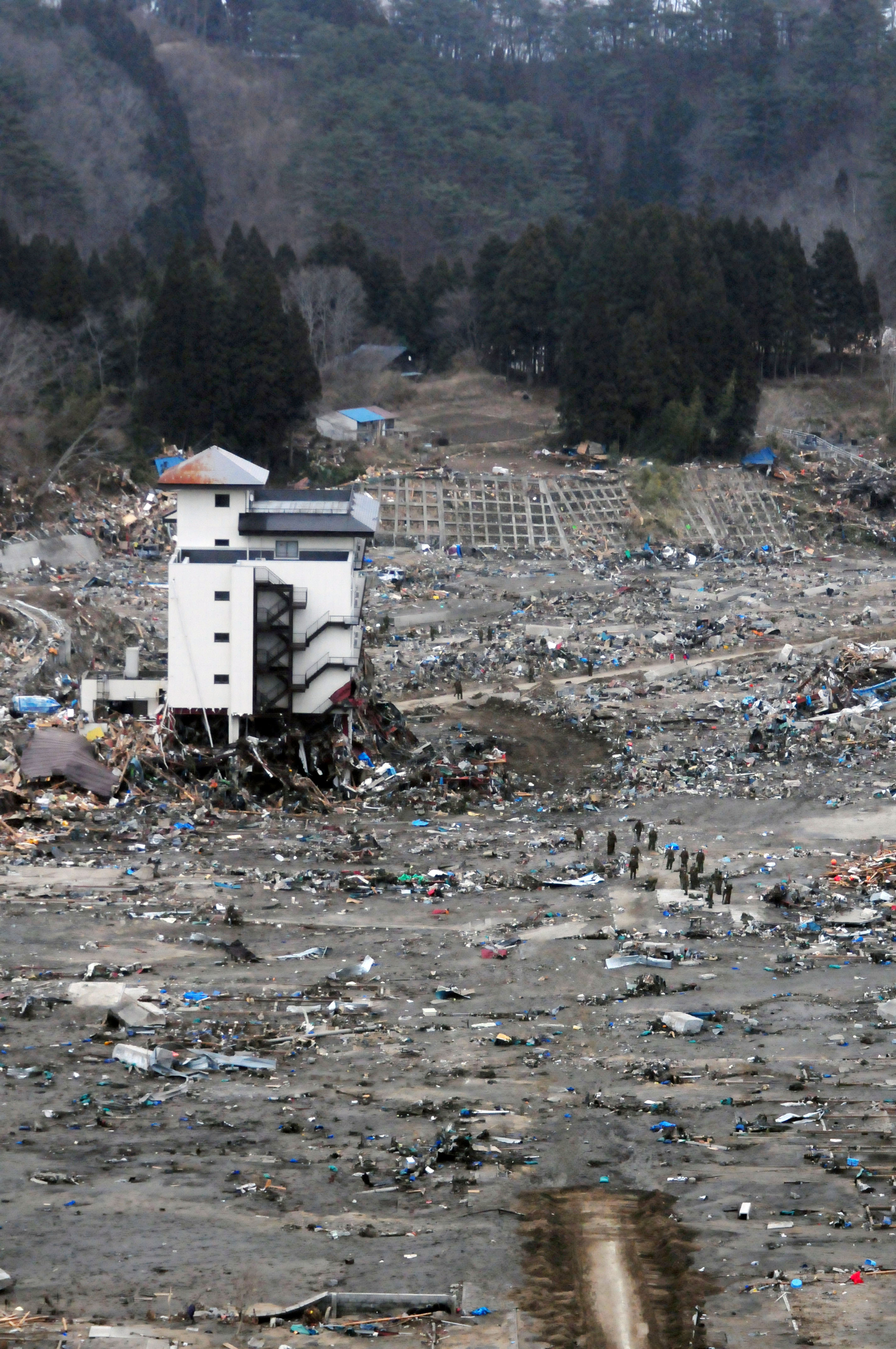
2011年3月15日の当ホテル周辺
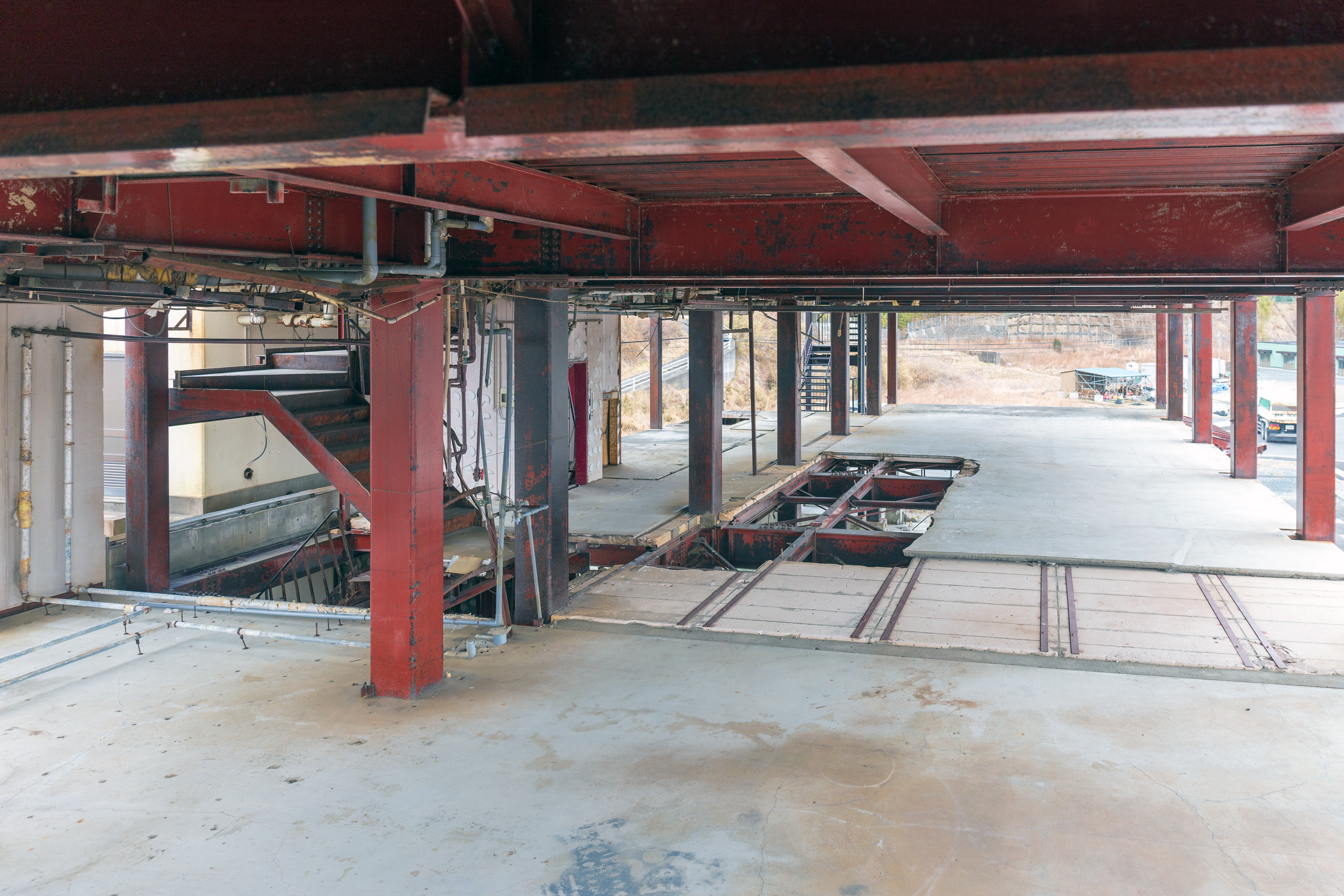
内部が完全に流失し骨組みだけになった2階部分